# شفت در آفریقا
شفت در آفریقا (انگلیسی: Shaft in Africa) یک فیلم بهره‌کشی از سیاهپوستان و سومین فیلم از مجموعه‌فیلم‌های شفت به کارگردانی جان گیلرمین است که در سال ۱۹۷۳ منتشر شد.

## گزیدهٔ بازیگران
- ریچارد راوندتری در نقش جان شَفت
- فرانک فینلی
- ونتا مک‌گی
- ندا آرنریچ
- مارنه مایتلند
- سپیروس فوکاس
- ژاک ارلن
- فرانک مک‌ری
- ندیم صوالحه
- ژاک مارین
- آلدو سامبرل